# 558

## Události
- 7. května se v Konstantinopoli zřítila kopule chrámu Hagia Sofia. Byzantský císař Justinián I. ji vzápětí nechal znovuvybudovat.

## Úmrtí
13. prosince – Childebert I. – franský král

## Hlavy států
- Papež – Pelagius I. (556–561)
- Byzantská říše – Justinián I. (527–565)
- Franská říše – Chlothar I. (558–561)
  - Soissons – Chlothar I. (511–561)
  - Paříž – Childebert I. (511–558)
- Anglie
  - Wessex – Cynric (534–560)
  - Essex – Aescwine (527–587)
- Perská říše – Husrav I. (531–579)
- Vizigóti – Athanagild (555–567)